# 1980年モスクワオリンピックのユーゴスラビア選手団
1980年モスクワオリンピックのユーゴスラビア選手団（1980ねんモスクワオリンピックのユーゴスラビアせんしゅだん）は、1980年7月19日から8月3日にかけてソビエト連邦の首都モスクワで開催された1980年モスクワオリンピックのユーゴスラビア選手団、およびその競技結果。

## 概要
今大会は金メダル2個、銀メダル3個、銅メダル4個の合計9個のメダルを獲得した。

## メダル
| メダル | 選手名                   | 競技 | 種目         |
| ------ | ------------------------ | ---- | ------------ |
| 銅     | ラドミール・コバセビッチ | 柔道 | 男子95kg超級 |